# A'akuluujjusi
A'akuluujjusi era considerada a divindade mãe da criação, adorada pelo povo inuíte.